# Габи (слон)
Га́би (дата рождения 10 декабря 2005) — первый азиатский слон, рождённый в Израиле благодаря искусственному оплодотворению. Его шестичасовое рождение через Интернет наблюдали примерно 350 000 человек в 108 странах. Трансляция велась на сайте Иерусалимского библейского зоопарка, который координировал беременность и роды через свою программу искусственного осеменения слонов.

## Предпосылки к рождению Габи
Слоновник Иерусалимского библейского зоопарка 1993 году при поддержке мэра Иерусалима Тедди Колека, который также занимается сбором средств, на покупку в Таиланде самок азиатского слона по цене 50 000 $ за особь. В сентябре 2001 года зоопарк получил 5-летнего слона-самца из Зоологического центра Сафари в Рамат-Гане. В зоопарке этого слона назвали «Тедди», а одну из слоних «Тамар» в честь мэра и его жены. По какой-то причине Тедди не смог оплодотворить ни одну из слоних.
В конце концов Габи Эшкар, главный ветеринарный врач зоопарка, предложил начать искусственное осеменение слоних. Тамар была выбрана для проведения процедуры и её репродуктивный цикл взяли под непрерывный контроль. Когда настал нужный период, от слона по кличке Эммет из Уипснейдского зоопарка (графство Бедфордшир, Великобритания) была получена сперма и доставлена в Израиль на сухом льду. Слониха забеременела после четырёх попыток оплодотворения, производившихся в течение двух лет. Проект осуществлялся совместно с командой из Reproduction Management Institute for Zoo Biology and Wildlife Research, Берлин.
Тамар тогда было 20 лет, поэтому её беременность считалась рискованной, ведь азиатские слонихи обычно начинают размножаться в возрасте от 12 до 15 лет, а это была первая беременность Тамар. На протяжении 21 месяца беременности ей десятки раз делали УЗИ матки. Результаты некоторых из них были опубликованы на сайте зоопарка, чтобы подогреть интерес публики. Врачи отделения акушерства и гинекологии больницы Хадасса анализировали образцы крови слонихи, чтобы контролировать беременность и предсказать начало родов, срок которых им удалось определить с точностью до дня.

## Рождение и раннее детство
Рождение Габи наблюдали более 350 000 человек в 108 странах мира благодаря видео трансляции на сайте зоопарка. Ветеринары остановили трансляцию на четвёртом часу, опасаясь осложнений родов. После консультации с двумя зарубежными ветеринарами и израильским гинекологом, главный ветеринар зоопарка ввёл Тамар кальций, сделал ей массаж и связали её ногу, чтобы ускорить роды. Два часа спустя родился Габи.
Слонёнок весом 90 кг родился в 6:10 утра в субботу, 10 декабря 2005 года. Сразу же после рождения, ветеринары завернули новорожденного в полотенца и засыпали опилками, чтобы согреть его, а затем передали матери, которая продолжила ухаживать за сыном. Сотрудники зоопарка назвали слонёнка в честь доктора Габи Эшкара, который погиб в дорожно-транспортном происшествии в 2004 году.
Благодаря своему энергичному и игривому характеру Габи сразу стал любимцем посетителей зоопарка. 15 декабря 2006 года зоопарк отпраздновал первый день рождения Габи, с воздушными шарами и подарками для посетителей и 100-килограммовым тортом для самого Габи.

## Переезд в Турцию
Габи прожил в одном корпусе со своей матерью Тамар и тремя другими слонихами почти 5 лет. К 2010 году Габи стал агрессивным и антисоциальным — это типичное поведение для 5-летнего самца-слона. Было решено отправить его в зоопарк турецкого города Газиантеп, где он сможет дать потомство и увеличить популяцию азиатских слонов в неволе.
За несколько месяцев до переезда работники зоопарка приучили Габи к специальной клетке, предназначенной для морского плавания. В ночь на воскресенье, 3 октября 2010 года, Габи был отправлен на грузовике в порт Хайфы, где он присоединился двум другим азиатским слонам, бегемоту, зебрам и нескольким лемурам из зоологического центра Сафари в Рамат-Гане. 4 октября вся группа была отправлена в Турцию. Животные прибыли на следующий день и были отправлены на грузовике в Газиантеп. Габи и два других слона стали первыми слонами в зоопарке Газиантепа.

## Другие попытки искусственного осеменения
В 2007 году в Иерусалимском зоопарке успешно произвели искусственное осеменение другой слонихи по кличке Абигайль. Но в июле 2009 года 32-летняя слониха и её нерождённый детёныш погибли во время родов от осложнений.